# Talas (Kirguizstan)
Talas (en kirguís, Талас) és una ciutat del nord-oest del Kirguizstan, capital de la província que duu el seu nom.
Està situada al marge esquerre del riu Talas, al nord-est de la vall del riu. L'altitud mitjana sobre el nivell del mar de la ciutat és de 1.280 m i el seu clima és continental i sec. La seva població és d'uns 34.500 habitants. Un 83% són kirguisos i la minoria principal la representen els russos amb un 10%. Ucraïnesos, uzbeks i tàrtars hi tenen una presència mínima.
La zona té força atractius turístics tant pel que fa a la vida salvatge als boscos, l'aigua de les seves gorges i, sobretot, el mausoleu de Manas, heroi llegendari kirguís.
La creació de l'establiment de Talas fou resultat de la colonització de russos i ucraïnesos l'any 1877.